# Coisevaux
Coisevaux ist eine Gemeinde im französischen Département Haute-Saône in der Region Bourgogne-Franche-Comté.

## Geographie
Coisevaux liegt auf einer Höhe von 362 m über dem Meeresspiegel, vier Kilometer westlich von Héricourt und etwa elf Kilometer nordwestlich der Stadt Montbéliard (Luftlinie). Das Dorf erstreckt sich im Westen der Burgundischen Pforte, in einer Talmulde am Nordwestfuß des Grand Bois.
Die Fläche des 4,18 km² großen Gemeindegebiets umfasst einen Abschnitt im Bereich der Burgundischen Pforte. Der zentrale Teil des Gebietes wird in West-Ost-Richtung von der Talniederung des Dorfbachs und des Ruisseau de Champey durchquert, die eine Breite von ungefähr zwei Kilometern aufweist. Flankiert wird diese Mulde im Süden vom Höhenrücken des Grand Bois, der aus einer widerstandsfähigen Kalkschicht der mittleren Jurazeit besteht und auf dem mit 498 m die höchste Erhebung von Coisevaux erreicht wird. Das Gebiet wird zum Ruisseau de la Carpière entwässert (Zufluss der Lizaine), der zum Étang Réchal, einem Fischweiher, aufgestaut ist. Nach Norden erstreckt sich das Gemeindeareal bis an den Rand des hügeligen Waldgebietes Bois de Granges, das hier aus Buntsandstein aufgebaut ist.
Nachbargemeinden von Coisevaux sind Luze im Norden, Couthenans und Héricourt im Osten, Verlans und Trémoins im Süden sowie Champey im Westen.

## Geschichte
Das Gemeindegebiet von Coisevaux war schon sehr früh besiedelt. In der Grotte des Sarrazins wurden Keramikfragmente aus der Bronzezeit gefunden. Seit dem Mittelalter gehörte Coisevaux zur Herrschaft Héricourt, die unter der Oberhoheit der Grafen von Württemberg-Mömpelgard (Montbéliard) stand. Im Jahr 1748 gelangte das Dorf vertraglich endgültig an die französische Krone. Seit 2001 ist Coisevaux Mitglied des 20 Ortschaften umfassenden Gemeindeverbandes Communauté de communes du Pays d’Héricourt.

## Bevölkerung
| Jahr                       | 1962 | 1968 | 1975 | 1982 | 1990 | 1999 |
| Einwohner                  | 124  | 117  | 123  | 171  | 211  | 249  |
| Quellen: Cassini und INSEE |      |      |      |      |      |      |

Mit 293 Einwohnern (2004) gehört Coisevaux zu den kleinen Gemeinden des Département Haute-Saône. Nachdem die Einwohnerzahl in der ersten Hälfte des 20. Jahrhunderts abgenommen hatte (1886 wurden noch 220 Personen gezählt), wurde seit Mitte der 1970er Jahre ein kräftiges Bevölkerungswachstum verzeichnet. Seither hat sich die Einwohnerzahl mehr als verdoppelt.

## Wirtschaft und Infrastruktur
Coisevaux war bis weit ins 20. Jahrhundert hinein ein vorwiegend durch die Landwirtschaft (Ackerbau, Obstbau und Viehzucht) und die Forstwirtschaft geprägtes Dorf. Daneben gibt es heute einige Betriebe des lokalen Kleingewerbes. Mittlerweile hat sich das Dorf auch zu einer Wohngemeinde gewandelt. Viele Erwerbstätige sind deshalb Wegpendler, die in Héricourt und in den Agglomerationen Belfort und Montbéliard ihrer Arbeit nachgehen.
Die Ortschaft ist verkehrstechnisch recht gut erschlossen. Sie liegt nahe der Hauptstraße D9, die von Héricourt nach Villersexel führt. Der nächste Anschluss an die Autobahn A36 befindet sich in einer Entfernung von ungefähr 14 km. Weitere Straßenverbindungen bestehen mit Couthenans und Trémoins.